# Coptis minamitaniana
Coptis minamitaniana är en ranunkelväxtart som beskrevs av Yuichi Kadota. Coptis minamitaniana ingår i släktet Coptis och familjen ranunkelväxter. Inga underarter finns listade i Catalogue of Life.